# Ritchie (chanteur)
Pour les articles homonymes, voir Ritchie.
Ritchie, nom artistique de Richard David Court, né le 6 mars 1952 à Beckenham, est un chanteur, musicien, compositeur, multi-instrumentiste, producteur de disques, danseur et acteur britannique qui vit au Brésil depuis 1972.

## Discographie

### Album
- 1983 - Vôo de Coração ("Vol de cœur")
- 1984 - E a Vida Continua ("Et la vie continue")
- 1985 - Circular ("Circulaire")
- 1987 - Loucura e Mágica ("Folie et magie")
- 1988 - Pra Ficar Contigo ("À être avec toi")
- 1990 - Sexto Sentido ("Sixième sens")
- 1993 - Tigres de Bengala ("Tigres du Bengale")
- 2002 - Auto-Fidelidade ("Auto-fidélité")
- 2009 - Outra Vez ("Encore")
- 2012 - 60